# Cassady McClincy
Cassady McClincy   () és una actriu estatunidenca, la qual es va donar a conèixer amb la seva interpretació de Lydia a la sèrie de televisió de drama de terror The Walking Dead. També va interpretar un paper a la sèrie Ozark (2017), original de Netflix.

## Vida i carrera
McClincy va néixer a Ohio i va créixer a Geòrgia. Va aconseguir un agent i va començar a actuar als 9 anys. McClincy ha estat protagonista de Drop Dead Diva de Lifetime, Constantine de NBC, Good Behavior de TNT i la sèrie d’antologia original Amazon Prime Video, Lore. El 2017, va fer aparicions recurrents d’estrelles convidades a la sèrie original de Netflix Ozark, a la sèrie original de Hulu Castle Rock i a VH1’s Daytime Divas.
A l'edat de 17 anys, McClincy va començar a interpretar Lydia a The Walking Dead durant la temporada 9 i es va convertir en un personatge regular a partir de la temporada 10.

## Filmografia

### Cinema
| Any  | Títol                      | Paper  | Notes |
| ---- | -------------------------- | ------ | ----- |
| 2015 | The Unexpected Bar Mitzvah | Sarah  |       |
| 2015 | Crimes and Mister Meanors  | Kat    |       |
| 2018 | Love, Simon                | Jackie |       |
| 2018 | Poor Jane                  | Erica  |       |
| 2022 | Do Revenge                 | Ashlyn |       |

### Televisió
| Any       | Títol              | Paper                      | Notes                     |
| --------- | ------------------ | -------------------------- | ------------------------- |
| 2010      | The Wizard of Agni | Munchkin Bobbi             | Curtmetratge de televisió |
| 2010      | Five Smooth Stones | Schoolgirl / Soccer Player | Curtmetratge de televisió |
| 2014      | Drop Dead Diva     | Laura Dwyer                | 6x07                      |
| 2014      | Let the Lion Roar  | Mary                       | Documentary               |
| 2015      | Constantine        | Amberly                    | 1x13                      |
| 2015      | Backtrack          | Milly Pnewski              | Curtmetratge de televisió |
| 2016      | Good Behavior      | Ashleigh                   | 1x06                      |
| 2017      | Ozark              | Anna Sloan                 | 1x06                      |
| 2017      | Daytime Divas      | Tandy Ainsley              | 4 episodis                |
| 2017      | Lore               | Greta Hetfelderz           | 1x05                      |
| 2018      | Castle Rock        | Young Molly Strand         | 4 episodis                |
| 2019–2022 | The Walking Dead   | Lydia                      | 33 episodis               |